# لیگ دسته یک بسکتبال زنان ایران ۱۳۷۷
لیگ دسته یک بسکتبال زنان ایران ۱۳۷۷ اولین دوره لیگ دسته یک بسکتبال زنان ایران و بالاترین سطح مسابقات بسکتبال زنان ایران در سال ۱۳۷۷ بود. این مسابقات با حضور ۲۱ تیم در چهار گروه برگزار شد که از هر گروه ۲ تیم به مرحله بعد صعود کردند. مسابقات  مرحله نیمه نهایی اردیبهشت ۱۳۷۷ در سالن افراسیابی برگزار شد. از تیم‌های شرکت کننده در این مسابقات می‌توان از ظفر شمیران، هما، مهام، حجاب، امید چیذر، چکاد،شاهین چیذر، آرارات، سهند حجابیه، مهام  و پاک‌وش نام‌برد.
در آبان‌ماه ۱۳۷۷ مرحله پایانی این مسابقات در سالن چیذر برگزار شد و در مسابقه پایانی تیم مقاومت چکاد با برتری ۶۱ بر ۵۹ در برابر پاک‌وش به قهرمانی مسابقات رسید. در مسابقه رده‌بندی تیم تربیت بدنی شیراز با نتیجه ۴۸ بر ۳۸ هما را شکست داد و به مقام سومی رسید.
اعضای تیم قهرمان کشور عبارت بودند ازلیلا دارابی، مینا روشن کار، مهرناز دیهیم آریا، پریزاد پروازی، لیلا رجیل، آرزو عضدی قاجار، پریسا گرگین، رکسانا روحی آهنگران، معصومه مرادی، شیوا صارمی، نوشین شفیعی و معصومه ترک زبان. سرمربی تیم فرانک طیاری و مربی آن انصاری بود. از داوران این دوره از مسابقات می‌توان از نینا زرگر صالح نام برد.

## رده‌بندی پایانی
| رتبه | تیم              |
| ---- | ---------------- |
| ۱    | مقاومت چکاد      |
| ۲    | پاک‌وش            |
| ۳    | تربیت بدنی شیراز |
| ۴    | هما              |